# Euristea
Euristea es una ópera en dos actos con música de Carlo Coccia y libreto en italiano de Giuseppe Maria Foppa. Se estrenó el 21 de enero de 1815 en el Teatro La Fenice de Venecia, Italia.